# 林清江
林清江（1940年12月2日—1999年12月29日），台灣雲林縣東勢鄉人，國立台灣師範大學畢業，英國利物浦大學哲學博士，曾任國立台灣師範大學教授、國立台灣師範大學教育研究所所長、國立高雄師範學院院長、台灣省政府教育廳廳長、國立中正大學校長、考試院考試委員、教育部高等教育司司長、教育部次長，1998年2月出任教育部部長。1999年6月因健康關係辭去教育部部長職務，同年12月29日上午8點25分因腦瘤病逝。
林清江為台灣知名教育學者，著有《教育社會學》等多部著作，終身投入教育工作；曾任行政院教育改革審議委員會委員，是台灣教育改革史上重要人物之一。
1986年，教育部決定籌設國立中正大學，委由林清江進行籌備，而後並擔任首任校長，對該校的付出不遺餘力。為了感謝林清江的貢獻，以及表彰其對終身學習理念的堅持，國立中正大學特別將推廣教育中心更名為「清江學習中心」。
| 教育職務         | 教育職務                                          | 教育職務                           |
| ---------------- | ------------------------------------------------- | ---------------------------------- |
| 中正大學         |                                                   |                                    |
| 首任             | 中正大學校長 第一任 1989年12月20日－1996年9月20日 | 繼任： 張真誠（代理） 正任：鄭國順 |
| 中華民國政府職務 |                                                   |                                    |
| 行政院           |                                                   |                                    |
| 前任： 吳 京     | 教育部部長 第十八任 1998年2月9日－1999年6月15日   | 繼任： 楊朝祥                      |